# Cosimo Damiano Lanza

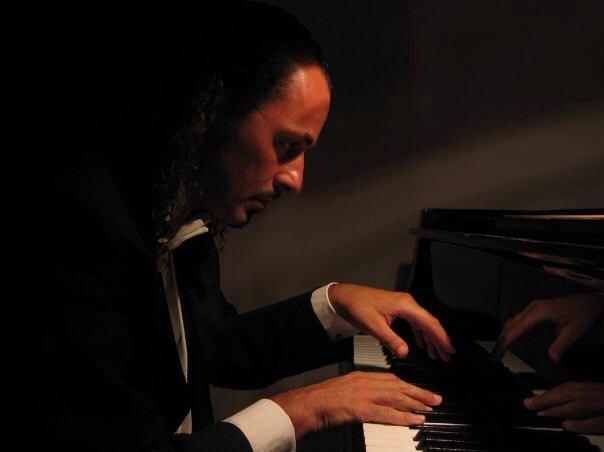
Cosimo Damiano Lanza

Cosimo Damiano Lanza (* 12. April 1962 in Leporano) ist ein italienischer Pianist, Cembalist und Komponist.

## Biografie
Seine künstlerische Ausbildung erhielt Cosimo Damiano Lanza durch folgende Lehrer: Michele Marvulli und Jörg Demus (Klavier), Christopher Stembridge und Pierre Hantaï (Cembalo). In der Folge begann er eine Karriere als Musiker und Lehrer. Er hat für die Radiotelevisione Italiana gearbeitet. Sein Interesse galt nicht nur der Alten Musik, sondern auch dem modernen und zeitgenössischen Repertoire (Luigi Dallapiccola, Luciano Berio, Karlheinz Stockhausen, John Cage), auch insoweit, dass Zusammenarbeiten mit jungen Musikern entstanden sind.
Lanza ist Direktor der von ihm gegründeten Accademia Musicale Mediterranea von Taranto und künstlerischer Leiter des Premio Italia Olimpo Pianistico. Häufig fungiert er als Vorsitzender oder Mitglied der Jury bei internationalen Klavierwettbewerben, wie beim Concorso Pianistico Internazionale Luciano Gante, dem Concorso Pianistico Internazionale Arcangelo Speranza. Beim Musikverlag Bèrben aus Ancona hat er seine Sechs Präludien für Klavier veröffentlicht.
Cosimo Damiano Lanza hat Meisterklassen und Kurse gehalten, unter anderem an der Brigham Young University in den Vereinigten Staaten von Amerika, am Konservatorium von Murcia in Spanien, am Conservatoire de Gap in Frankreich und an der Münchener Musikseminar – Internationale Musikschule in München, an der Mediterranean Academy of Music in Taranto, an der Accademia Musicale Umbra in Perugia, an der International Academy of Arts in Rom, an der European Music Academy in Neapel, am Teatro di Ancona, am Tschaikowsky-Konservatorium in Nocera Terinese, an der Università Suor Orsola Benincasa in Neapel.

## Auszeichnungen
- 2008: Premio Tebaide d’Italia
- 2009: Premio Saturo d’Argento[2]
- 2010: Bronzemedaille, vom italienischen Präsidenten Giorgio Napolitano für künstlerische Verdienste verliehen.